# Alcyonium wilsoni
Alcyonium wilsoni is een zachte koraalsoort uit de familie Alcyoniidae. De koraalsoort komt uit het geslacht Alcyonium. Alcyonium wilsoni werd in 1921 voor het eerst wetenschappelijk beschreven door J.S. Thomson. 